# Фахми, Исмаил
Исмаил Фахми (араб. إسماعيل فهمي‎, 20 октября 1922, Каир, Королевство Египет — 22 ноября 1997, там же) — египетский дипломат и государственный деятель, министр иностранных дел Египта (1973—1977).

## Биография
Родился в семье прокурора. В 1945 г. получил степень в области политологии Каирского университета.
В 1946 г. поступил на службу в министерство иностранных дел. С 1949 по 1957 г. служил в составе дипломатической миссии Египта при Организации Объединенных Наций (ООН), проявил себя как жесткий переговорщик. В 1957—1959 гг. — служил в представительстве Египта при Международном агентстве по атомной энергии (МАГАТЭ). 
По возвращении на родину работал в центральном аппарате МИД Египта. 
- 1968—1969 гг. — посол в Австрии,
- 1969—1970 гг. — посол во Франции,
- 1971—1973 гг. — заместитель министра иностранных дел.

Фахми обратил на себя внимание президента Садата на симпозиуме в Египте. Его аргументы в связи с египетскими военными действиями против Израиля, реэволюцией и перестройкой египетско-советских отношений, необходимости более тесных контактов с США и участием с Москвой и Вашингтоном в решении ближневосточного конфликта произвели впечатление на главу государства, который назначил дипломата на пост министра иностранных дел сразу после завершения Войны Судного дня.
С 1973 по 1977 г. находился на должности главы внешнеполитического ведомства Египта. На этом посту он стремился 
сохранить связи между Египтом и Советским Союзом. Однако одновременно начались его переговоры с Соединенными Штатами, прошли первые встречи с Генри Киссинджером и Ричардом Никсоном. Как глава МИД принимал участие в переговорах, ведущих к египетско-израильским соглашениям о разъединении 1974 и 1975 гг. Он неохотно поддержал первое соглашение и выступил против второго. По словам Фахми, «Киссинджер очень умный, но он имеет тенденцию манипулировать людьми», а Збигнев Бжезинский был профессором и потому был склонен читать лекции опытным дипломатам. Когда президент Садат решил посетить Иерусалим, он отреагировал на это решение следующими словами: «Я считал, что это навредит национальной безопасности Египта, повредит нашим отношениям с другими арабскими странами и разрушит наше руководство арабским миром». Кроме того, он утверждал, что Садат не мог продемонстрировать никаких доказательств того, что израильтяне отреагировали бы на его ход с помощью сопоставимым актом доброй воли. После завершения визита он ушел в отставку с поста министра.
После отставки поддержал созыв Женевской конференции как единственного способа обеспечения мира на Ближнем Востоке. Также продолжал писать книги и статьи о миротворческой деятельности на Ближнем Востоке. Его самая известная книга была опубликована под заголовком «Переговоры о мире на Ближнем Востоке: арабский взгляд». Многие годы являлся египетским академиком. 
В 1984 г. он безуспешно баллотировался на всеобщих парламентских выборах в списке Новой партии Вафд.